# Julian Ryerson
Julian Ryerson, född 17 november 1997, är en norsk fotbollsspelare som spelar för Borussia Dortmund.

## Klubbkarriär
I juli 2018 värvades Ryerson av tyska Union Berlin, där han skrev på ett treårskontrakt.
I januari 2023 värvades Ryerson av Borussia Dortmund.

## Landslagskarriär
Ryerson debuterade för Norges landslag den 18 november 2020 i en 1–1-match mot Österrike.